# ケトーシス
ケトーシス（英: ketosis）には、生理的ケトーシスと病理的ケトーシスがある。ケトーシス（英: ketosis）は、ケトン体（3-ヒドロキシ酪酸）が増加することである。ケトン体は空腹時や運動時に増加する。またケトン体の健康効果を期待してケトン供与体を摂取したりしてケトン体を増加させることもある。これを生理的ケトーシスと呼ぶ。最近ケトンエステルなどの有力なケトン供与体が開発されているので、ヒトにおける生理的ケトーシスの研究が蓄積されつつある。またケトンエステルなどのケトン供与体による生理的ケトーシスにおいては有害な事象が起こらなかったという報告が多数ある。
獣医領域においては、以下のような病理的ケトーシスが問題となることがある。主に乳牛において乳量が低下する場合が問題となる。糖質および脂質の代謝障害により、体内のケトン体が異常に増量し、臨床症状を示す状態。ケトン症とも呼ばれる。血中のケトン体が増量した状態をケトン血症、尿中のケトン体が増量した状態をケトン尿症、乳中のケトン体が増量した状態をケトン乳症と呼び区別する。臨床症状を伴わないケトン体の増量はケトーシスとはみなされない。
ケトーシスは単一の原因による発生は少なく、その原因は種々存在する。単胃動物ではケトン体は肝臓でのみ合成される。肝臓でのケトン体の合成亢進は下記の場合で発生する。
1. 大量の脂肪酸が肝臓に流入すると、脂肪酸のβ-酸化による過剰なアセチルCoAからケトン体が合成される。
2. オキサロ酢酸の不足などによりTCA回路でのアセチルCoAの処理能が低下するとアセチルCoAはケトン体として蓄積される。
3. NADPHの低下などによりアセチルCoAからの脂肪酸合成が傷害されるとアセチルCoAはケトン体として蓄積される。

ケトーシスは分娩前後の乳牛に発生が多く、その主な原因として、エネルギー要求量の増加による低血糖が考えられる。
症状としては元気消失、乳量の減少などがみられ、ときに神経症状を示す。症状により消化器型ケトーシス、神経型ケトーシス、乳熱型ケトーシスに分類される。血中のケトン体、遊離脂肪酸の上昇、グルコース、トリグリセリド、総コレステロール、リン脂質、インスリンの低下が認められる。治療にはビタミンB群、インスリン、キシリトールなどを添加したグルコース液の輸液が行われる。肝機能障害がある場合には、メチオニンやパントテン酸などが使用される。

## 参考書籍
- 日本獣医内科学アカデミー 編『獣医内科学（大動物編）』文永堂出版、2005年。ISBN 4830032006。
- 獣医学大辞典編集委員会 編『明解獣医学辞典』チクサン出版、1991年。ISBN 4885006104。
- 鎌田信一; 押田敏雄; 酒井健夫; 局博一 著、永幡肇 編『獣医衛生学』文英堂出版、2005年。ISBN 9784830031991。